# Diócesis de Alajuela
La diócesis de Alajuela (en latín: Dioecesis Alaiuelensis) es una circunscripción eclesiástica de la Iglesia católica en Costa Rica. Se trata de una diócesis latina, sufragánea de la arquidiócesis de San José. Desde el 1 de marzo de 2018 su obispo es Bartolomé Buigues Oller, de los Terciarios Capuchinos.

## Territorio y organización
La diócesis tiene 2784 km² y extiende su jurisdicción sobre los fieles católicos de rito latino residentes en parte de las provincias de Alajuela y Puntarenas.
La sede de la diócesis se encuentra en la ciudad de Alajuela, en donde se halla la Catedral de Nuestra Señora del Pilar.
En 2022 en la diócesis existían 34 parroquias agrupadas en 7 vicarías foráneas:
Vicaría Barquero
- San Antonio de Padua, San Antonio de Belén, Heredia
- San Rafael Arcángel, San Rafael de Alajuela
- Inmaculada Concepción, La Guácima de Alajuela
- San Antonio de Padua, El Tejar de Alajuela

Vicaría Monestel
- Corazón de Jesús, Barrio Corazón de Jesús, Alajuela
- Nuestra Señora del Carmen, El Carmen de Alajuela
- Santo Cristo de Esquipulas, La Agonía de Alajuela
- Nuestra Señora del Pilar, Catedral, Alajuela centro
- Nuestra Señora de Fátima, Las Cañas de Alajuela

Vicaría Bolaños
- Santo Domingo de Guzmán, El Roble. Santo Domingo de Santa Bárbara. Heredia
- Santiago Apóstol, Río Segundo de Alajuela
- San Joaquín, San Joaquín de Flores, Heredia
- Santa Bárbara, Santa Bárbara de Heredia
- Santos Ángeles Custodios, Carrizal de Alajuela
- Nuestra Señora de los Desamparados, Desamparados de Alajuela

Vicaría Solís
- San Rafael Arcángel, Atenas
- San Mateo Apóstol, San Mateo
- Santo Domingo de Guzmán, Orotina
- Santa Rosa de Lima, Turrúcares de Alajuela

Vicaría Sanabria
- Nuestra Señora de las Piedades, Naranjo
- Nuestra Señora de las Mercedes, Palmares
- Nuestra Señora de las Piedades, Piedades Sur de San Ramón
- San Ramón Nonato, San Ramón centro
- San Rafael Arcángel, Zarcero centro

Vicaría San Casimiro
- Nuestra Señora de la Mercedes, Grecia
- Santiago Apóstol, Sarchí Norte de Sarchí
- Corazón de Jesús, Tacares de Grecia
- Santa Gertrudis, Santa Gertrudis Norte. San José de Grecia

Vicaría Quesada
- San Pedro, San Pedro de Poás
- Santa Bárbara, Sabanilla de Alajuela
- San José, San José de Alajuela
- San Isidro, San Isidro de Alajuela
- Santa Cecilia, Coyol. San José de Alajuela
- Santa Ana, Tambor de Alajuela

## Historia
La diócesis fue erigida el 16 de febrero de 1921 con la bula Praedecessorum Nostrorum del papa Benedicto XV, obteniendo el territorio de la diócesis de San José de Costa Rica, que a su vez fue elevada al rango de arquidiócesis metropolitana.
El 19 de agosto de 1954 cedió una parte de su territorio para la erección de la diócesis de San Isidro de El General mediante la bula Neminem fugit del papa Pío XII.
El 22 de julio de 1961 cedió otra parte de su territorio para la erección de la diócesis de Tilarán (hoy diócesis de Tilarán-Liberia) mediante la bula Qui aeque del papa Juan XXIII.
Como recompensa por estos traslados, el 21 de agosto de 1961 la diócesis de Alajuela se amplió, en virtud del decreto Maiori animarum de la Congregación Consistorial, adquiriendo territorios de la arquidiócesis de San José de Costa Rica y del vicariato apostólico de Limón (hoy diócesis de Limón).
En 1981 cedió el territorio del cantón de Turrubares a la arquidiócesis de San José de Costa Rica.
El 25 de julio de 1995 Alajuela cedió una porción más de su territorio para la erección de la diócesis de Ciudad Quesada mediante la bula di Maiori Christifidelium Bono del papa Juan Pablo II.

## Estadísticas
Según el Anuario Pontificio 2023 la diócesis tenía a fines de 2022 un total de 623 746 fieles bautizados.
| Año                                                                             | Población            | Población | Población      | Sacerdotes | Sacerdotes    | Sacerdotes    | Bautizados por sacerdote | Diáconos permanentes | Religiosos | Religiosos | Parroquias |
| Año                                                                             | Bautizados católicos | Total     | % de católicos | Total      | Clero secular | Clero regular | Bautizados por sacerdote | Diáconos permanentes | Varones    | Mujeres    | Parroquias |
| ------------------------------------------------------------------------------- | -------------------- | --------- | -------------- | ---------- | ------------- | ------------- | ------------------------ | -------------------- | ---------- | ---------- | ---------- |
| 1948                                                                            | 298 160              | 808 138   | 36.9           | 45         | 29            | 16            | 6625                     |                      | 18         | 21         | 28         |
| 1959                                                                            | 390 874              | 398 374   | 98.1           | 53         | 36            | 17            | 7374                     |                      | 17         | 82         | 28         |
| 1966                                                                            | 258 307              | 267 347   | 96.6           | 76         | 52            | 24            | 3398                     |                      | 27         | 83         | 28         |
| 1970                                                                            | 307 778              | 324 487   | 94.9           | 64         | 49            | 15            | 4809                     |                      | 16         | 67         | 29         |
| 1976                                                                            | 356 108              | 378 840   | 94.0           | 71         | 56            | 15            | 5015                     |                      | 26         | 82         | 34         |
| 1980                                                                            | 376 000              | 393 000   | 95.7           | 77         | 55            | 22            | 4883                     |                      | 32         | 108        | 37         |
| 1990                                                                            | 416 000              | 470 000   | 88.5           | 107        | 71            | 36            | 3887                     |                      | 43         | 103        | 42         |
| 1999                                                                            | 343 000              | 400 000   | 85.8           | 89         | 69            | 20            | 3853                     | 1                    | 27         | 80         | 30         |
| 2000                                                                            | 391 742              | 435 269   | 90.0           | 94         | 74            | 20            | 4167                     | 1                    | 27         | 80         | 30         |
| 2001                                                                            | 554 000              | 604 000   | 91.7           | 94         | 74            | 20            | 5893                     | 1                    | 27         | 80         | 30         |
| 2002                                                                            | 562 000              | 610 000   | 92.1           | 94         | 74            | 20            | 5978                     | 1                    | 27         | 87         | 30         |
| 2003                                                                            | 522 750              | 618 000   | 84.6           | 101        | 81            | 20            | 5175                     | 1                    | 28         | 87         | 30         |
| 2004                                                                            | 529 399              | 623 944   | 84.8           | 105        | 85            | 20            | 5041                     | 1                    | 27         | 84         | 31         |
| 2006                                                                            | 551 100              | 662 520   | 83.2           | 101        | 83            | 18            | 5456                     | 1                    | 23         | 60         | 31         |
| 2012                                                                            | 468 438              | 678 896   | 69.0           | 112        | 94            | 18            | 4182                     |                      | 32         | 78         | 34         |
| 2015                                                                            | 547 430              | 703 000   | 77.9           | 100        | 88            | 12            | 5474                     | 1                    | 19         | 36         | 35         |
| 2018                                                                            | 569 720              | 801 425   | 71.1           | 102        | 87            | 15            | 5585                     |                      | 17         | 83         | 34         |
| 2020                                                                            | 564 300              | 802 991   | 70.3           | 105        | 93            | 12            | 5374                     | 1                    | 14         | 83         | 34         |
| 2022                                                                            | 623 746              | 902 732   | 69.1           | 103        | 91            | 12            | 6055                     | 1                    | 14         | 83         | 34         |
| Fuente: Catholic-Hierarchy, que a su vez toma los datos del Anuario Pontificio. |                      |           |                |            |               |               |                          |                      |            |            |            |

### Congregaciones y órdenes presentes
Masculinas
- Orden de los Agustinos Recoletos.[8]
- Carmelitas Descalzos.
- Congregación del Santísimo Redentor.
- Hermanos Maristas de la Enseñanza.
- Orden de Frailes Menores Conventuales.
- Orden de Frailes Conventuales.
- Orden de Frailes Menores Observantes.

Femeninas
- Hermanas Franciscanas de la Purísima Concepción.[9]
- Hermanas Terciarias Capuchinas de la Sagrada Familia.
- Hijas de María Auxiliadora.
- Hermanas Bethlemitas Hijas del Sagrado Corazón de Jesús.
- Hermanas Presentacionistas Parroquiales Adoradoras.
- Hermanas Franciscanas de María Inmaculada.
- Hijas de Nuestra Señora de la Misericordia.
- Misioneras de la Caridad y la Providencia.
- Misioneras del Corazón Redentor de Cristo.
- Orden de la Virgen María.
- Oblatas al Divino Amor.
- Oblatas de la Providencia.

Seglares
- Orden Franciscana Seglar

## Episcopologio
- Antonio del Carmen Monestel Zamora † (10 de marzo de 1921-8 de octubre de 1937 falleció)
- Víctor Manuel Sanabria Martínez † (12 de marzo de 1938-7 de marzo de 1940 nombrado arzobispo de San José de Costa Rica)
- Juan Vicente Solís Fernández † (3 de julio de 1940-30 de marzo de 1967 retirado[nota 1])
  - Sede vacante (1967-1970)
- Enrique Bolaños Quesada † (6 de marzo de 1970-13 de diciembre de 1980 retirado)
- José Rafael Barquero Arce † (22 de diciembre de 1980-3 de julio de 2007 retirado)
- Ángel San Casimiro Fernández, O.A.R. (3 de julio de 2007-1 de marzo de 2018 retirado)
- Bartolomé Buigues Oller, T.C., desde el 1 de marzo de 2018